# وزیرلی
وزیرلی (به لاتین: Vezirly) یک منطقه مسکونی در جمهوری آذربایجان است که در شهرستان تووز واقع شده است.